# World Trade Center Seúl
El World Trade Center Seoul (WTC Seoul; en coreano: 한국종합무역센터) es un complejo de seis edificios, se ubica cerca del COEX Convention & Exhibition Center en Teheranno, en el distrito de Gangnam-gu, Seúl.

## Trade Tower
El edificio de 54 pisos Trade Tower fue construido en 1998 con una altura de 228 metros (748 pies) es uno de los edificios más altos en Corea del Sur.

## Korea City Air Terminal
El Korea City Air Tower es un edificio de oficinas de 26 pisos, fue completado en el año 2000.